# أكبر أباد (مباركة)
أكبر أباد هي قرية في مقاطعة مباركة، إيران. يقدر عدد سكانها بـ 252 نسمة بحسب إحصاء 2016.